# Карпенко Микола Єлисейович
Микола Єлисейович Карпенко (1904 — ?) — український радянський діяч, секретар Чернівецького обкому КП(б)У. Кандидат історичних наук, доцент.

## Життєпис
Освіта вища. Член ВКП(б).
До вересня 1946 року — заступник завідувача відділу пропаганди і агітації Волинського обласного комітету КП(б)У.
У вересні 1946 — травні 1950 року — секретар Чернівецького обласного комітету КП(б)У з питань пропаганди і агітації.
У 1960—1961 роках — доцент, завідувач кафедри Сумського педагогічного інституту імені А. С. Макаренка.
Подальша доля невідома.

## Нагороди
- орден «Знак Пошани» (23.01.1948);
- ордени;
- медаль «За трудову доблесть» (15.09.1961);
- медалі.